# Duponchelia lanceolalis
Duponchelia lanceolalis és una arna de la família dels cràmbids. Va ser descrita per Achille Guenée l'any 1854. Es troba a Sud-àfrica i Zimbàbue.